# Glaresis methneri
Glaresis methneri is een keversoort uit de familie Glaresidae. De wetenschappelijke naam van de soort is voor het eerst geldig gepubliceerd in 1965 door Petrovitz.